# Philadelphia Wings
I Philadelphia Wings sono una squadra di lacrosse facente parte della National Lacrosse League, con sede a Filadelfia, Pennsylvania, USA. I Wings sono la squadra più titolata della lega, con 6 campionati vinti (come i Toronto Rock) e 3 finali di playoff perse, inoltre sono l'unica franchigia esistente sin dalla sua fondazione nel 1986. Giocano le loro partite interne al Wells Fargo Center.